# Artemisia filifolia
Espèce
Artemisia filifolia est une espèce de plantes à fleurs de la famille des Asteraceae. C'est un arbuste originaire d'Amérique du Nord.

## Description
Artemisia filifolia est un arbuste ligneux ramifié pouvant atteindre 1,5 mètre de hauteur. Les tiges sont couvertes de feuilles étroites et filiformes atteignant 8 cm de long et pas plus d'un 0,5 mm de large. Les feuilles sont parfois divisées en segments. Elles sont solitaires ou disposées en fascicules. L'inflorescence est une panicule de pseudanthiums suspendus. Chaque pseudanthe contient des fleurons de disque stériles et 2 à 3 rayons de fleurons fertiles. Le fruit est un minuscule akène. Les akènes n'ont pas tendance à se disperser loin de la plante mère.

## Répartition
Artemisia filifolia est native de l'Amérique du Nord, des États-Unis, où elle est présente du Nevada vers l'est jusqu'au Dakota du Sud et vers le sud jusqu'à l'Arizona et le Texas, et dans le Chihuahua au Mexique. 

## Écologie
Artemisia filifolia est une espèce dominante dans une grande partie du centre-ouest des États-Unis, en particulier dans les régions où le substrat est un sol sableux profond. C'est un indicateur des sols sableux. Elle est efficace pour empêcher l'érosion sur ces sols. Elle est commune dans certaines parties des Grandes Plaines, où elle est une composante dominante des écosystèmes de la Prairie, des pelouses et des fruticées aux côtés d'herbes telles que Andropogon hallii (en), les Bouteloua, Calamovilfa longifolia (en), Schizachyrium scoparium, Sporobolus cryptandrus (en), Proboscidea sabulosa (en) et Chenopodium cycloides (en). Certaines régions dominées par cette armoise sont la prairie de sable du Nebraska au centre du Texas, des systèmes fluviaux dans l'est du Colorado et du Kansas, les dunes et les prairies mixtes du Colorado et des parties du sud-est du Wyoming. Au Texas, elle est commune dans la région de Trans-Pecos, où elle pousse avec la Prosopis glandulosa, et dans de nombreuses autres régions de l'État où elle pousse avec Quercus havardii.
Cet écosystème est le plus souvent touché par le feu et le pâturage. Avant la présence humaine, l'écosystème était maintenu par un schéma de perturbation causé par les feux de forêt naturels et le pâturage par le bison, un schéma appelé herbivore pyrique. Lorsque les humains piétinent ce terrain, ce système est modifié, provoquant une homogénéisation des formes de vie dans l'habitat. Un régime équilibré de feu et de pâturage est nécessaire pour maintenir la biodiversité de ce type de parcours. Le feu permet également d'éviter la succession de végétation ligneuse sur les arbustes. L'armoise est tolérante au feu, repoussant vigoureusement après que ses parties aériennes ont été brûlées.
Les écosystèmes d’Artemisia filifolia sont des types d'habitats importants pour de nombreux animaux. Les chiens de prairie ou le Rat-kangourou d'Ord construisent des habitats, et quand ils les abandonnent, la Chevêche des terriers s'y installe. Le Centrocercus y vit, bien qu'il préfère Artemisia tridentata. Certains animaux mangent les graines, comme le Tétras pâle et le Colin écaillé. Les Tétras pâles l'utilisent également à des fins de couverture et de nidification. Sceloporus arenicolus apprécie sa présence. Il est démontré que l'enlèvement à grande échelle d’Artemisia filifolia réduit la diversité et l'abondance des oiseaux nicheurs dans l'habitat.
La plante est consommée par Spharagemon collare.
Malgré son importance dans de nombreux écosystèmes, cette armoise peut devenir une mauvaise herbe gênante. Une méthode de contrôle consiste à brûler, puis à placer le bétail là où on fera paître les nouvelles pousses au fur et à mesure qu'elles poussent. Elle est également contrôlée avec des herbicides et la tonte.

## Utilisation
Les graines d’Artemisia filifolia sont vendues dans le commerce. La plante est parfois utilisée pour les efforts de revégétalisation des parcours et des champs houillers. Les Navajos avaient plusieurs utilisations pour la plante. Elle était utilisée en médecine et à des fins rituelles. Étant assez douce, elle servait de papier toilette.